# Сулимівський (Слов'янськ)
Сулимівський (Сулимівка, до 2016 року — хутір Котовського) — хутір у Слов'янську Донецької області, входить до складу мікрорайону Черевківка.

## Історія
Станом на 1 вересня 1946 року — хутір Сулимівка Семенівської сільської ради Слов'янського району Донецької області.
19 лютого 2016 року розпорядженням міського голови Слов'янська відповідно до Закону України «Про засудження комуністичного та націонал-соціалістичного (нацистського) тоталітарних режимів в Україні та заборону пропаганди їх символіки» хутір було перейменовано на Сулимівський.